# 恵妃 (康熙帝)
恵妃（けいひ、? - 1732年）は、清の康熙帝の側室。満洲正黄旗の出身。姓はウラナラ（烏喇那拉）氏（Ula nara hala）。

## 経歴
五品郎中のソルホ（索爾和）の娘。
康熙帝の後宮に入り、息子を2人産んだ。康熙16年（1677年）8月、恵嬪に封ぜられた。康熙20年12月（西暦で1682年）、恵妃に進んだ。雍正10年（1732年）7月4日、亡くなった。

## 息子
- 承慶（1670年 - 1671年）
- 胤禔（直郡王）

## 伝記資料
- 『清聖祖実録』
- 『清史稿』

## 登場作品
- テレビドラマ『納蘭与康熙』
- テレビドラマ『康熙王朝』：慧妃